# 수시 갈라
수시 갈라(스페인어: Susy Gala, 1992년 11월 11일 ~ )는 스페인의 포르노 배우이다.